# Per Olsson Gisler
Per Olsson Gisler, född 25 januari 1637 i Falun, död 21 juli 1701, var en svensk militär. Han fanns under åren 1664-1667, från 27 till 30 års ålder, vid Hökenflychts kompani, placerad på Gylsboda i Örkeneds socken. Gisler fick rykte om sig att vara en hänsynslös snapphanejägare. I oktober 1669 avancerade han till kornett vid samma regemente, men placerades nu istället i greve Stenbocks kompani (4:e kompaniet), och omnämndes då som "en rätt väl brukelig karl", vilket betyder att han ansågs vara till god nytta.
Gisler drev gården Ekhult – dock med vissa avbrott under kriget – åtminstone fram till 1682, och kallade sig då Per Olsson Gisler av Ekhult. År 1682 blev han även adlad under namnet von Gisler. 1684 var han kapten och chef för 4:e kompaniet och hade nu flyttat till gården Bosarp i Glimåkra socken. Gisler fick i början av kriget uppgift inom underhållstjänsten, och man kan anta att han var väl lämpad för denna uppgift på grund av sin kännedom om vägar genom Göinge. Han omnämndes 1677 ha skaffat vapen och kyller (vapenrockar) från vapendepoten i Växjö och ska, trots svårigheter och under strid med snapphanar, ha transporterat dessa ner till armén. Gisler reste sedan upp till Dalarna på värvningsuppdrag och fick med sig 70 ryttare tillbaka till Göinge. I augusti ett år senare mönstrades hans kompani i Hjärsås.
Under hösten 1678 och vintern 1679 var Gisler fullt sysselsatt med snapphanejakter. I en rapport från Trolleljungby den 10 februari 1679 kan man läsa att "Nyligen utgick ryttmästaren Oluf Gisler från Kristianstad. Han tog 7 snapphanar. Tre av dem skar av sig halsen hellre än att falla i de våras händer". I en annan rapport från den 15 februari står det: "Gisler har nu fört de överlevande snapphanarna till kungens läger vid Trolleljungby. Dessutom har överstelöjtnant Rehbinder några dagar tidigare tillfångatagit 8 stycken andra bland vilka märkes snapphaneanföraren och friskytten Severin". Nu inkallades bönder i kringliggande socknar för att se på när dessa människor skulle avrättas. Enligt rapporten innebar det att de blev spetsade på en påle med fötterna fastspikade. Sedan lades de levande på två stegel, och fick sina ben i kroppen krossade. En redan begravd snapphanekapten grävdes upp och fördes till Åhus där hans kropp sattes på två stegel.
Gisler gifte sig i 50-årsåldern med sin hustru Margareta Törnhjelm, som kom från Valla, Svanhals socken i Östergötland. Dessförinnan hade Gisler haft en hel del lösa förbindelser. Man finner till exempel av ett rättegångsprotokoll att han haft samlag med "Dalsholte Jensens dotter Hanna (skomakare Jöns Svenssons dotter, Dalshult, Glimåkra?) och Maja Knutsdotter i Bosarp". Det framgår inte om det ledde till några barn, men Gisler fick tillsammans med sin hustru så mycket som tio barn. Per Olsson Gisler dog år 1702, och begravdes i Röks kyrka i Östergötlands län.